# Lakselv
Lakselv este o localitate din comuna Porsanger, provincia Finnmark, Norvegia, cu o suprafață de 2,22 km² și o populație de 2.258 locuitori (2013).